# Estação Carolina Michaëlis
A estação de Metro do Porto Carolina Michaëlis é parte da rede ferroviária da cidade do Porto, em Portugal. Situa-se nas Escadas Carolina Michaëlis de Vasconcelos, em frente à Escola Secundária Carolina Michaëlis.
A estação, que se encontra inserida na escadaria entre a Rua de Oliveira Monteiro e a Rua da Infanta Dona Maria, é servida pelas linhas A, B, C, E e F.
Serve principalmente a zona de Cedofeita, a zona este da Boavista e a zona da Ramada Alta, sendo usada principalmente por população estudantil que acede às escolas ali existentes, duas delas (Carolina Michaëlis e Rodrigues de Freitas) encontrando-se num raio de 400 metros.

A estação encontra-se muito perto do Hospital Maria Pia e do Hospital Militar do Porto, sendo também relativamente próxima da Faculdade de Farmácia da Universidade do Porto e do Conservatório de Música do Porto.